# Championnat du Zimbabwe de football 1992
Navigation
Saison suivante
La saison 1992 du Championnat du Zimbabwe de football est la trente-et-unième édition de la première division professionnelle au Zimbabwe à poule unique, la Premier Soccer League. Quatorze clubs prennent part au championnat qui prend la forme d'une poule unique où toutes les équipes se rencontrent deux fois au cours de la saison. En fin de saison, pour permettre le passage du championnat à 16 équipes, il n'y a pas de relégation et les deux meilleurs clubs de Division II, la deuxième division zimbabwéenne, sont promus.
C'est le club de Black Aces FC, promu de D2, qui termine en tête du classement final, avec six points d'avance sur CAPS United et onze sur le duo Black Mambas FC-Darryn T FC. C'est le 1er titre de champion du Zimbabwe de l'histoire du club. Le tenant du titre, le Dynamos FC Harare, ne termine à la 7e place du classement.

## Les clubs participants
| - Black Aces FC - Promu de Division II - CAPS United - Black Mambas FC - Darryn T FC - Wankie FC - Highlanders FC - Dynamos FC Harare | - Eiffel Flats FC - Promu de Division II - Chapungu United FC - Zimbabwe Saints - Black Rhinos - Mhangura FC - Tanganda Murate - Shushine FC - Promu de Division II |

## Compétition
Le barème de points servant à établir le classement se décompose ainsi :
- Victoire : 2 points
- Match nul : 1 point
- Défaite : 0 point

### Classement
| Rang | Équipe             | Pts | J  | G  | N  | P  | Bp | Bc | Diff |
| ---- | ------------------ | --- | -- | -- | -- | -- | -- | -- | ---- |
| 1    | Black Aces FCP     | 38  | 26 | 15 | 8  | 3  | 51 | 21 | +30  |
| 2    | CAPS United        | 32  | 26 | 13 | 6  | 7  | 32 | 25 | +7   |
| 3    | Black Mambas FC    | 27  | 26 | 9  | 9  | 8  | 44 | 37 | +7   |
| 4    | Darryn T FC        | 27  | 26 | 8  | 11 | 7  | 29 | 29 | 0    |
| 5    | Wankie FCC         | 26  | 26 | 9  | 8  | 9  | 44 | 30 | +14  |
| 6    | Highlanders FC     | 26  | 26 | 9  | 8  | 9  | 34 | 33 | +1   |
| 7    | Dynamos FC HarareT | 26  | 26 | 10 | 6  | 10 | 40 | 44 | -4   |
| 8    | Eiffel FlatsP      | 26  | 26 | 9  | 8  | 9  | 36 | 40 | -4   |
| 9    | Chapungu United FC | 25  | 26 | 9  | 7  | 10 | 37 | 41 | -4   |
| 10   | Zimbabwe Saints    | 24  | 26 | 7  | 10 | 9  | 24 | 27 | -3   |
| 11   | Black Rhinos       | 23  | 26 | 6  | 11 | 9  | 31 | 36 | -5   |
| 12   | Mhangura FC        | 23  | 26 | 8  | 7  | 11 | 30 | 38 | -8   |
| 13   | Tanganda Murate    | 22  | 26 | 6  | 10 | 10 | 28 | 40 | -12  |
| 14   | Shushine FCP       | 19  | 26 | 7  | 5  | 14 | 35 | 54 | -19  |

|  | Qualification pour la Coupe des clubs champions 1993                                |
|  | Qualification pour la Coupe des Coupes 1993                                         |
|  | Qualification pour la Coupe de la CAF 1993                                          |
|  | T : Tenant du titre C : Vainqueur de la Coupe du Zimbabwe P : Promu de Division Two |

## Bilan de la saison
| Championnat du Zimbabwe de football 1992 |                                                   |
| Champion                                 | Black Aces FC (1er titre)                         |
| Coupes et trophées                       |                                                   |
| Vainqueur de la Coupe du Zimbabwe 1992   | Wankie FC                                         |
| Qualifications continentales             |                                                   |
| Coupe des clubs champions 1993           | Black Aces FC                                     |
| Coupe des Coupes 1993                    | Wankie FC                                         |
| Coupe de la CAF 1993                     | CAPS United                                       |
| Promotions et relégations                |                                                   |
| Promus en Premier Soccer League          | Fire Batteries FC                                 |
| Promus en Premier Soccer League          | Ziscosteel FC                                     |
| Relégués en Division One                 | Aucun (passage du championnat de 14 à 16 équipes) |